# Hugh McGing
Hugh McGing, född 11 juli 1998, är en amerikansk professionell ishockeyforward som är kontrakterad till St. Louis Blues i National Hockey League (NHL) och spelar för Springfield Thunderbirds i American Hockey League (AHL).
Han har tidigare spelat för Utica Comets i AHL; Western Michigan Broncos i National Collegiate Athletic Association (NCAA) samt Cedar Rapids Roughriders i United States Hockey League (USHL).
McGing draftades av St. Louis Blues i femte rundan i 2018 års draft som 138:e spelare totalt.

## Statistik
| 2012–2013   | Chicago Mission U14      | HPHL        | 23  | 14 | 14 | 28  | 28  | —  | — | — | — | —  |
| 2013–2014   | Chicago Mission U16      | HPHL        | 25  | 13 | 9  | 22  | 18  | —  | — | — | — | —  |
| 2014–2015   | Cedar Rapids Roughriders | USHL        | 54  | 11 | 8  | 19  | 18  | 3  | 0 | 0 | 0 | 0  |
| 2015–2016   | Cedar Rapids Roughriders | USHL        | 60  | 23 | 28 | 51  | 56  | 5  | 0 | 2 | 2 | 0  |
| 2016–2017   | Western Michigan Broncos | NCAA        | 39  | 8  | 14 | 22  | 28  | —  | — | — | — | —  |
| 2017–2018   | Western Michigan Broncos | NCAA        | 36  | 9  | 21 | 30  | 40  | —  | — | — | — | —  |
| 2018–2019   | Western Michigan Broncos | NCAA        | 37  | 16 | 14 | 30  | 55  | —  | — | — | — | —  |
| 2019–2020   | Western Michigan Broncos | NCAA        | 35  | 13 | 22 | 35  | 52  | —  | — | — | — | —  |
| 2020–2021   | Utica Comets             | AHL         | 23  | 3  | 1  | 4   | 8   | —  | — | — | — | —  |
| 2021–2022   | Springfield Thunderbirds | AHL         | 67  | 14 | 20 | 34  | 36  | 18 | 4 | 3 | 7 | 12 |
| 2022–2023   | St. Louis Blues          | NHL         | 1   | 0  | 0  | 0   | 0   | —  | — | — | — | —  |
|             | Springfield Thunderbirds | AHL         | 68  | 15 | 20 | 35  | 64  | —  | — | — | — | —  |
| NHL totalt  | NHL totalt               | NHL totalt  | 1   | 0  | 0  | 0   | 0   | —  | — | — | — | —  |
| AHL totalt  | AHL totalt               | AHL totalt  | 158 | 32 | 41 | 73  | 108 | 18 | 4 | 3 | 7 | 12 |
| NCAA totalt | NCAA totalt              | NCAA totalt | 147 | 46 | 71 | 117 | 175 | —  | — | — | — | —  |
| USHL totalt | USHL totalt              | USHL totalt | 114 | 34 | 36 | 70  | 74  | 8  | 0 | 2 | 2 | 0  |

### Internationellt
| Källa: Uppdaterad: 2023-04-13 | Källa: Uppdaterad: 2023-04-13 | Källa: Uppdaterad: 2023-04-13 |         | Utv = Utvisningsminuter | Utv = Utvisningsminuter | Utv = Utvisningsminuter | Utv = Utvisningsminuter | Utv = Utvisningsminuter |
| År                            | Lag                           | Mästerskap                    | Matcher | Mål                     | Assists                 | Poäng                   | Utv                     |                         |
| ----------------------------- | ----------------------------- | ----------------------------- | ------- | ----------------------- | ----------------------- | ----------------------- | ----------------------- | ----------------------- |
| 2015                          | USA                           | Ivan Hlinka                   | 4       | 0                       | 0                       | 0                       | 2                       |                         |
| Junior totalt                 | Junior totalt                 | Junior totalt                 | 4       | 0                       | 0                       | 0                       | 2                       |                         |